# Parafia Matki Bożej Rokitniańskiej w Rokitnie
Parafia Matki Bożej Rokitniańskiej w Rokitnie – parafia rzymskokatolicka, terytorialnie i administracyjnie należąca do diecezji zielonogórsko-gorzowskiej, do dekanatu Rokitno. W parafii posługują księża diecezjalni.
Parafia została erygowana w 1335 roku. W XVIII wieku wybudowano murowany kościół w stylu barokowym, według projektu znanego architekta Karola Marcina Frantza. Świątynia – Sanktuarium – została wyniesiona do rangi bazyliki mniejszej przez papieża Jana Pawła II w 2001 roku.
W głównym ołtarzu kościoła znajduje się obraz Matki Bożej Rokitniańskiej. 
Od 1 września 2022 funkcję proboszcza parafii i kustosza sanktuarium MB Rokitniańskiej pełni ks. kan. lic. mgr Marcin Kliszcz.